# Майдан Волі (Бучач)
Майдан Волі — центральна площа в історичному середмісті Бучача. Попри Майдан проходить вулиця Галицька, від нього відходять вулиці Аґнона та Міцкевича.

## Історія
На думку Олега Рибчинського, давня площа Ринок мала форму трикутника. 
Колишня ринкова площа міста (одна з кількох). У приміщенні ратуші діяли крамниці (партер), на поверхах розташовувалася міська управа.
До Першої світової війни мала інший вигляд. Внаслідок бомбардувань та артобстрілів російськими окупантами були дуже сильно зруйновані будинки східного та південного боку площі, які так і не були відновлені ані за часів Польщі, ні після встановлення влади більшовиків, ні під час зведення адмінбудівлі на початку 1970-х років.
За часів Австро-Угорщини на площу виходила також тодішня вулиця Костельна (тепер Лесі Українки).

## Установи, будівлі
На майдані розташована центральна районна адмінбудівля і виходить вхід до Бучацького районного музею.